# Cobamamida
A Cobamamida é uma coenzima da vitamina B12, presente em vários tecidos animais e no ser humano. É uma substância que possui a propriedade de intervir nos processos metabólicos da síntese protéica (metabolismo de proteínas), especialmente os realizados no fígado, sendo essencial para o crescimento e o eutrofismo do parênquima hepático.
É um composto anabolizante, porém diferenciado de outras substâncias de mesmo tipo, como os  esteróides, por não possuir os inconvenientes deste, como virilização, pseudohermafroditismo, ginecomastia, entre outros. Estimula o anabolismo celular ativando a síntese protéica, favorecendo o uso de glicídios e lipídios. Possui ação antianêmica e age nos sistemas nervoso central e periférico, de forma neurotrófica e neurorregeneradora.
É uma substância muito bem tolerada pelo organismo humano, sendo praticamente desprovido de efeitos colaterais. Atua nos distúrbios metabólicos do crescimento, sendo muitas vezes prescrita para pacientes pré-adolescentes com dificuldade em seu desenvolvimento.
Também utilizado por fisiculturistas como alternativa a  anabolizantes esteróides, que oferecem grandes riscos à saúde.